# Glypthaga xylina
Glypthaga xylina är en skalbaggsart som först beskrevs av Bates 1865.  Glypthaga xylina ingår i släktet Glypthaga och familjen långhorningar. Inga underarter finns listade i Catalogue of Life.